# شیخ سلمان العوده
سلمان العوده (عربی: سلمان بن فهد بن عبدالله العودة; زاده ۱۴ دسامبر ۱۹۵۶ در روستای بصر واقع در منطقه قصیم عربستان سعودی) از علمای جریان نوسلفی عربستان است. او مدرک کارشناسی ارشد در سنت در موضوع «بیگانگی و احکام آن» و دکترای سنت در شرح بلغ المرام (کتاب طهارت) کسب کرد. او مدتی دردانشگاه اسلامی امام محمد بن سعود به عنوان مدرس کار می‌کرد
وی مواضع تندی علیه شیعیان دارد و از بنیادگذاران جریان نوسلفی است.
او دارای مدرک دکترای علوم دینی از دانشگاه سعودی است و از علمای منتقد آل سعود به‌شمار می‌رود که به همین دلیل نیز مدتی را در زندان به سر برده است. وی از شخصیت‌های ممنوع‌التصویر و ممنوع‌الخروج در عربستان است و دارای فتاوایی متفاوت در برخی مشهورات وهابیون مانند ممنوعیت زیارت قبور است.

## اساتید
- عبدالعزیز بن باز